# Sorindeia calantha
Sorindeia calantha là một loài thực vật thuộc họ Anacardiaceae. Loài này có ở Kenya và Tanzania. Môi trường sống tự nhiên của chúng là rừng ẩm vùng đất thấp nhiệt đới hoặc cận nhiệt đới và vùng núi ẩm nhiệt đới hoặc cận nhiệt đới.